# ライアン・ウェバー
ジェームズ・ライアン・ウェバー (James Ryan Weber, 1990年8月12日 - ) は、アメリカ合衆国フロリダ州セントピーターズバーグ出身のプロ野球選手（投手）。右投右打。現在は、フリーエージェント（FA）。

## 経歴

### プロ入り前
高校時代に2008年のMLBドラフト12巡目（全体376位）でフィラデルフィア・フィリーズから指名されたが、契約を拒否してセントピーターズバーグ大学に進学した。

### プロ入りとブレーブス時代
2009年のMLBドラフト22巡目（全体658位）でアトランタ・ブレーブスから指名されプロ入り。2014年まで傘下のマイナーチームでプレーした。
2015年はAA級ミシシッピ・ブレーブスで開幕を迎え、シーズン途中にAAA級グウィネット・ブレーブスに昇格した。さらに9月8日にメジャーに昇格し、同日のフィラデルフィア・フィリーズ戦でメジャーデビューを果たした。この年はメジャーで5試合に先発登板して0勝3敗、防御率4.76、19奪三振を記録した。
2016年はメジャーで16試合（先発2試合）に登板して1勝1敗、防御率5.45、23奪三振を記録した。

### マリナーズ時代
2016年11月2日にウェイバー公示を経てシアトル・マリナーズへ移籍した。28日にDFAとなり、12月2日にマイナー契約となり、傘下のAAA級タコマ・レイニアーズへ送られた。その後、2017年5月13日にメジャー契約を結んでアクティブ・ロースター入りし、同日のトロント・ブルージェイズ戦に先発登板したが、右腕の上腕二頭筋を痛めて途中降板し、翌日に故障者リスト入りした。この年のメジャーでの登板はこの1試合のみに終わり、オフに自由契約となった。

### レイズ時代
2018年1月26日にタンパベイ・レイズとマイナー契約を結んだ。4月9日にメジャーに昇格して1試合に登板したが、13日にDFAとなった。その後、5月13日にメジャーに昇格して1試合に登板したが、7月14日に再びDFAとなり、22日にマイナー契約となった。この年はメジャーで2試合に登板して0勝1敗、防御率5.06、1奪三振を記録した。オフの10月2日に自由契約となった。

### レッドソックス時代
2018年12月21日にボストン・レッドソックスとマイナー契約を結んだ。
2019年5月6日にデビッド・プライスの故障者リスト入りに伴ってメジャーに昇格し、23日のブルージェイズ戦でメジャー初となる先発登板での勝利を記録した。この年はメジャーで18試合（先発3試合）に登板して2勝4敗、防御率5.09、29奪三振を記録した。
2020年は開幕ロースター入りし、序盤は先発ローテーションの一角を担った。シーズンでは17試合（先発5試合）に登板して1勝3敗、防御率4.40、27奪三振を記録した。オフの11月20日にDFAとなり、25日にマイナー契約となり傘下のAAA級ポータケット・レッドソックスへ送られた。
2021年6月13日にメジャー契約を結んでアクティブ・ロースター入りしたが、昇格直後のブルージェイズ戦で3回途中から2番手で登板すると、5回2/3を被安打13・被本塁打4・11失点と炎上し、1試合8被本塁打の球団ワースト記録をアシストしてしまった。翌日の6月14日にDFAとなった。

### ブルワーズ時代
2021年6月16日にウェイバー公示を経てミルウォーキー・ブルワーズへ移籍した。7月13日にDFAとなった。

### マリナーズ復帰
2021年7月16日にウェイバー公示を経てマリナーズへ移籍した。レギュラーシーズン終了後の10月22日にFAとなった。

### ヤンキース時代
2022年3月13日にニューヨーク・ヤンキースとマイナー契約を結び、スプリングトレーニングに招待選手として参加することになった。シーズンでは開幕を傘下のAAA級スクラントン・ウィルクスバリ・レイルライダースで迎えた。6月16日にメジャー契約を結んでアクティブ・ロースター入りした。同日のレイズ戦に登板後にDFAとなり、6月20日にFAとなった。2日後の6月22日に再びヤンキースとマイナー契約で契約を結び、AAA級スクラントン・ウィルクスバリへ配属された。6月29日にメジャー契約を結んでアクティブ・ロースター入りした。7月6日にDFAとなり、9日にマイナー契約でAAA級スクラントン・ウィルクスバリへ配属された。7月14日に今季3度目のメジャー契約を結んでアクティブ・ロースター入りした。7月21日にDFAとなり、26日にFAとなった。3日後の7月29日にまたしてもヤンキースとマイナー契約を結んだ。9月3日に今季4度目となるメジャー契約を結んでアクティブ・ロースター入りした。9月16日にDFAとなり、9月18日にFAとなった。12月15日にヤンキースとマイナー再契約を結んだ。
2023年5月11日にメジャー契約を結んでアクティブ・ロースター入りした。オフの11月6日にFAとなった。

## その他
2016年に母校のクリアウォーター・セントラル・カトリック高等学校で殿堂入りしている。

## 詳細情報

### 年度別投手成績
| 年 度    | 球 団    | 登 板 | 先 発 | 完 投 | 完 封 | 無 四 球 | 勝 利 | 敗 戦 | セ 丨 ブ | ホ 丨 ル ド | 勝 率 | 打 者 | 投 球 回 | 被 安 打 | 被 本 塁 打 | 与 四 球 | 敬 遠 | 与 死 球 | 奪 三 振 | 暴 投 | ボ 丨 ク | 失 点 | 自 責 点 | 防 御 率 | W H I P |
| -------- | -------- | ----- | ----- | ----- | ----- | -------- | ----- | ----- | -------- | ----------- | ----- | ----- | -------- | -------- | ----------- | -------- | ----- | -------- | -------- | ----- | -------- | ----- | -------- | -------- | ------- |
| 2015     | ATL      | 5     | 5     | 0     | 0     | 0        | 0     | 3     | 0        | 0           | .000  | 109   | 28.1     | 25       | 3           | 6        | 0     | 2        | 19       | 0     | 0        | 15    | 15       | 4.76     | 1.09    |
| 2016     | ATL      | 16    | 2     | 0     | 0     | 0        | 1     | 1     | 0        | 0           | .500  | 157   | 36.1     | 46       | 7           | 5        | 2     | 2        | 23       | 1     | 0        | 22    | 22       | 5.45     | 1.40    |
| 2017     | SEA      | 1     | 1     | 0     | 0     | 0        | 0     | 0     | 0        | 0           | ----  | 14    | 3.2      | 3        | 0           | 0        | 0     | 0        | 0        | 0     | 0        | 1     | 1        | 2.45     | 0.82    |
| 2018     | TB       | 2     | 0     | 0     | 0     | 0        | 0     | 1     | 0        | 0           | .000  | 25    | 5.1      | 5        | 0           | 2        | 0     | 1        | 1        | 0     | 0        | 5     | 3        | 5.06     | 1.31    |
| 2019     | BOS      | 18    | 3     | 0     | 0     | 0        | 2     | 4     | 0        | 0           | .333  | 181   | 40.2     | 48       | 5           | 8        | 0     | 3        | 29       | 2     | 0        | 25    | 23       | 5.09     | 1.38    |
| 2020     | BOS      | 17    | 5     | 0     | 0     | 0        | 1     | 3     | 0        | 5           | .250  | 185   | 43.0     | 44       | 8           | 14       | 0     | 3        | 27       | 1     | 0        | 23    | 21       | 4.40     | 1.35    |
| 2021     | BOS      | 1     | 0     | 0     | 0     | 0        | 0     | 0     | 0        | 0           | ----  | 30    | 5.2      | 13       | 4           | 2        | 0     | 0        | 7        | 0     | 0        | 11    | 11       | 17.47    | 2.65    |
| 2021     | MIL      | 1     | 0     | 0     | 0     | 0        | 0     | 0     | 0        | 0           | ----  | 3     | 1.0      | 1        | 0           | 0        | 0     | 0        | 0        | 0     | 0        | 0     | 0        | 0.00     | 1.00    |
| 2021     | SEA      | 2     | 0     | 0     | 0     | 0        | 0     | 0     | 0        | 0           | ----  | 12    | 3.0      | 1        | 1           | 2        | 0     | 1        | 1        | 0     | 0        | 2     | 2        | 6.00     | 1.00    |
| '21計    | SEA      | 4     | 0     | 0     | 0     | 0        | 0     | 0     | 0        | 0           | ----  | 45    | 9.2      | 15       | 5           | 4        | 0     | 1        | 8        | 0     | 0        | 13    | 13       | 12.10    | 1.97    |
| 2022     | NYY      | 5     | 0     | 0     | 0     | 0        | 0     | 0     | 1        | 0           | ----  | 37    | 10.2     | 6        | 1           | 1        | 0     | 0        | 3        | 0     | 0        | 1     | 1        | 0.84     | 0.66    |
| 2023     | NYY      | 8     | 0     | 0     | 0     | 0        | 1     | 0     | 1        | 1           | 1.000 | 60    | 14.1     | 17       | 2           | 1        | 0     | 1        | 7        | 0     | 0        | 5     | 5        | 3.14     | 1.26    |
| MLB：9年 | MLB：9年 | 76    | 16    | 0     | 0     | 0        | 5     | 12    | 2        | 6           | .294  | 813   | 192.0    | 209      | 31          | 41       | 2     | 13       | 117      | 4     | 0        | 110   | 104      | 4.88     | 1.30    |

- 2023年度シーズン終了時

### 年度別守備成績
| 年 度 | 球 団 | 投手（P） | 投手（P） | 投手（P） | 投手（P） | 投手（P） | 投手（P） |
| 年 度 | 球 団 | 試 合     | 刺 殺     | 補 殺     | 失 策     | 併 殺     | 守 備 率  |
| ----- | ----- | --------- | --------- | --------- | --------- | --------- | --------- |
| 2015  | ATL   | 5         | 5         | 4         | 1         | 1         | .900      |
| 2016  | ATL   | 16        | 3         | 4         | 0         | 0         | 1.000     |
| 2017  | SEA   | 1         | 1         | 1         | 0         | 0         | 1.000     |
| 2018  | TB    | 2         | 0         | 0         | 0         | 0         | ----      |
| 2019  | BOS   | 18        | 3         | 9         | 0         | 0         | 1.000     |
| 2020  | BOS   | 17        | 5         | 6         | 0         | 0         | 1.000     |
| 2021  | BOS   | 1         | 0         | 0         | 0         | 0         | ----      |
| 2021  | MIL   | 1         | 1         | 0         | 0         | 0         | 1.000     |
| 2021  | SEA   | 2         | 1         | 0         | 0         | 0         | 1.000     |
| '21計 | SEA   | 4         | 2         | 0         | 0         | 0         | 1.000     |
| 2022  | NYY   | 5         | 3         | 1         | 0         | 0         | 1.000     |
| MLB   | MLB   | 68        | 22        | 25        | 1         | 1         | .979      |

- 2022年度シーズン終了時

### 背番号
- 68（2015年）
- 48（2016年）
- 38（2017年）
- 47（2018年）
- 65（2019年 - 2021年6月13日）
- 46（2021年6月27日）
- 53（2021年7月27日 - 同年終了）
- 85（2022年）
- 62（2023年）